# Pangullia faziana
Pangullia faziana is een schietmot uit de familie Kokiriidae. De soort komt voor in het Neotropisch gebied.